# Districte de Kolar
El districte de Kolar és una divisió administrativa del sud-est de Karnataka. La superfície és de 8.225 km² i la població d'1.387.062 habitants. La capital és Kolar. Kolar Gold Fields (Camps d'or de Kolar) correspon a aquest districte.

## Administració
Administrativament està dividit en 5 talukes:
- Kolar
- Bangarpet
- Malur
- Mulbagal
- Srinivaspur

Hi ha 15 ciutats i 3.321 pobles (dels quals 432 deshabitats).

## Història
Els primers governants llegendaris coneguts foren els Mahavalis o Banes, que dominaven la part oriental del districte i deien ser descendents de Maha Bali, o Bali el Gran, un rei daitya: La seva capital era Paduvipuri (potser Padavedu a North Arcot) i Avani era una ciutat sagrada. Els Vaidumbres apareixen en alguna inscripció al nord del districte; els pallaves governaven tot el país telugu i tàmil amb capital a Vengi i aviat a Kanchi (Conjeeveram).
Del segle II al XI la part occidental del districte va ser dominada pels gangues titulats senyors de Kuvalala-pura (Kolar) i de Nandagiri (Nandidroog). Vers el 998 van entrar els coles que van anomenar la regió com Nikarilichola-mandala. Vers el 1116 els coles foren expulsats pels hoysales el límit oriental dels quals era a Nangali. El 1254 els territoris Hoysala es van partir entre dos fills del rei Somesvara: Kolai i el país tàmil van passar al fill Ramanatha. Però al regnat següent, sota Ballala III, el regne es va reunir altre cop.
Al segle xiv va passar a Vijayanagar i Mulbagal fou seu d'un districte. Al segle xv Saluva Narasimha, 
un poderós cap de Karnata i Telingana i general de Vijayanagar va rebutjar en aquest districte la invasió dels bahmànides. Narasimha va arribar a usurpar el tron de Vijayanagar. Sota posteriors reis d'aquest imperi, Tamme Gauda, un dels caps de la família Avati, es va establir a Sugatur, i pels seus valuosos serveis militars va rebre el títol de Chikka Rayal i el domini de la part oriental del districte.
Un altre cap Avati, va fundar el 1476 l'estat de Chik-Ballapur a l'oest que al segle xvii va tenir el suport de Morari Rao, el raja maratha de Gooty. El territori del districte fou dominat pel sultanat de Bijapur i el general maratha Shahji (el pare de Sivaji) el va obtenir en feu el 1639 i el va transmetre al seu fill Venkoji, que va fundar la dinastia maratha de Tanjore. Després de la conquesta de Bijapur pels mogols (1686) el territori va passar a l'imperi durant uns 70 anys com a part de la suba de Sira. En aquest període Fateh Muhammad, el pare d'Haidar Ali (que va néixer al districte al poble de Budikot), va esdevenir fawjdar de Kolar.
A la meitat del segle xviii va passar a mans dels marathes, després del nawab de Cuddapah, i finalment de Basalat Jang, senyor d'Adoni i germà del nizam d'Hyderabad. El 1761 aquest darrer va cedir Kolar i Hoskote a Haidar Ali. Mulbagal i Kolar foren ocuypats per un temps pels britànics el 1768 però el 1770 van retornar a mans dels marathes per poc temps doncs Haider Ali se'n va tornar a apoderar. El 1791 la zona fou ocupada per segona vegada pels britànics però restaurada a Mysore per la pau de 1792.
Va restar en mans de l'estat de Mysore del que fou un districte creat al segle XIX; la superfície era de 8.236 km². Tenia al nord els districtes d'Anantapur i Cuddapah; a l'est els de Cuddapah i North Arcot; al sud el de Salem; i a l'oest els de Bangalore i Tumkur. Limitava amb els Ghats Orientals al nord-est i al sud però entremig estava a uns 25 km. La principal cadena de muntanyes es desenvolupa des de Nandidroog (1.504 metres) i el cim més alt és el Penukonda. Entremig les muntanues de Tyakal i Vokkaleri, les muntanyes Kolar (cim a 1.248 metres), Rahmangarh (1.310 metres) i Ambajidurga (1.364 metres), amb el Dokkalakonda al nord del límit. Els rius principal són el Palar; el Mugli i Naikaneri passent prop del límit.
La població del districte era: 646.837 (1871), 481.191, (1881) 591.113, (1891) 723.600 (1901). D'aquesta població 664.000 eren hindús i 43.000 musulmans (10.000 cristians, 6000 animistes, 1000 jains). La principal ciutat era Kolar Gold Fields amb 38.204 habitants, seguida de Kolar. Les municipalitats eren 11: Kolar, Sidlaghatta, Mulbagal, Chik-Ballapur, Malur, Srinivaspur, Bowringpet, Goribidnur, Chintamani, Gudibanda, i Bagepalli.
Administrativament estava dividit en 3 subdivisions i 10 talukes:
- Kolar
  - Kolar
  - Chintamani
  - Srinivaspur
- Bowringpet 
  - Bowringpet
  - Malur
  - Mulbagal
- Chik-Ballapur
  - Sidlaghatta
  - Chik-Ballapur
  - Goribidnur
  - Bagepalli

La taluka de Kolar mesurava 616 km² amb una població el 1901 de 75.648 habitants, amb capiutal a Kolar (12.210 habitants el 1901) i amb 334 pobles. El riu principal era el Palar a l'est i a l'oest hi havia les muntanyes Kolar i Vokkaleri.

## Llocs interessants
- Avani
- Betmangala
- Tekal
- Nonamangala al sud de Malur, amb temple jainista del segle IV/V
- Temple de Nandisvara a Nandi
- Temple de Kolaramma a Kolar
- Imambara o mausoleu de la família d'Haidar Ali a Kolar